# جارهيد (فلم)
جارهيد (بالإنجليزية: Jarhead)هو فيلم فيلم سيرة ذاتية ودراما تم انتاجه عام 2005 يروي قصة جندي في البحرية الأمريكية يلتحق بالكلية العسكرية عام 1989 ثم يتم ارساله مع مجموعة من جنود البحرية الأمريكية إلى السعودية بعد قيام الرئيس العراقي صدام حسين بـغزو الكويت مهمة الجنود هو حماية ابار النفط السعودية والكويتية الفيلم من إخراج سام ميندز وبطولة جيك جيلنهال.

## روابط خارجية
- مقالات تستعمل روابط فنية بلا صلة مع ويكي بيانات